# INRIA

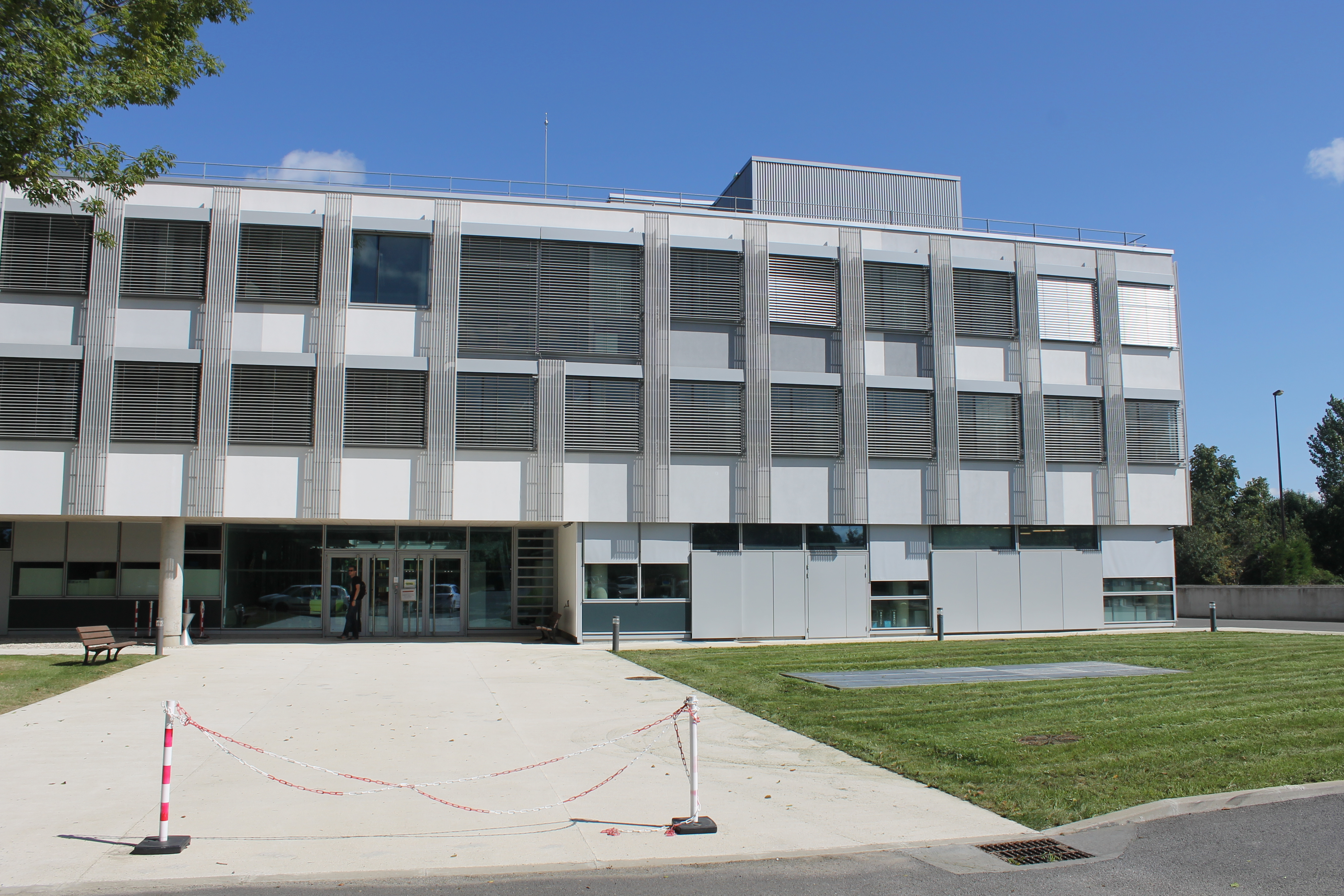
O edifício do INRIA em Paris-Saclay, França, perto da École Polytechnique.

O Institut National de Recherche en Informatique et en Automatique (INRIA) é uma organização pública francesa de carácter científico e tecnológico criada em janeiro de 1967. O seu objetivo é de reunir pesquisadores e incentivar a pesquisa nas áreas de informática e automação.
O INRIA possui oito centros de pesquisa situados em Rocquencourt, Rennes, Sophia Antipolis, Grenoble, Nancy, Bordeaux, Lille e Saclay. A maioria dos pesquisadores afiliados ao INRIA trabalham em um destes centros. Outras pessoas, embora estejam afiliadas a um destes oito centros, são empregadas por outras organizações de pesquisa e de ensino, como CNRS, universidades e escolas superiores.